# La Majada (San Luis)
La Majada es una pequeña localidad del departamento Ayacucho, en el norte de la provincia de San Luis, Argentina.

## Población
Contaba con 97 habitantes (Indec, 2001). Durante el censo nacional de 2010 fue considerada como población rural dispersa.